# Port lotniczy Nieftiejugansk
Port lotniczy Nieftiejugansk (IATA: NFG, ICAO: USRN) – port lotniczy położony 4 km na północny wschód od Nieftiejugansk, w Chanty-Mansyjskim Okręgu Autonomicznym, w Rosji.